# Vilanova (Sagàs)
Vilanova és una masia del municipi de Sagàs (Berguedà) inclosa en l'Inventari del Patrimoni Arquitectònic de Catalunya. Construïda al s. XVIII, les diferents llindes escampades per tota la casa donen testimoni dels avenços de la construcció: 1730, 1774, 1776 i 1806. La masia de Vilanova s'esmenta ja en el Fogatge de 1553: "En Vilanova de Valleriola" i pertany a la parròquia de Sant Esteve de Valldoriola. És una masia de planta rectangular amb la façana principal orientada a migdia, coberta amb doble vessant i carener paral·lel a la façana. Modificada exterior i interiorment, presenta una interessant i llarga sala, transversal a l'eix de la casa. Les eixides o porxos són d'arc de mig punt, igual que l'entrada principal. A tramuntana hi ha un pou amb una gran cisterna d'aigua (1806).